# Białobrzegi (powiat płocki)
Białobrzegi – wieś sołecka w Polsce położona w województwie mazowieckim, w powiecie płockim, w gminie Bodzanów.
Prywatna wieś szlachecka, położona była w drugiej połowie XVI wieku w powiecie płockim województwa płockiego. W latach 1975–1998 miejscowość należała administracyjnie do województwa płockiego.
W Białobrzegach rośnie potężny dąb szypułkowy. Jego wielki odziomek położony jest na skarpie. Obwód drzewa wynosił w 2006 roku 741 cm, natomiast wysokość – 26 m.